# Заброд (Жолковская городская община)
Заброд (укр. Забрід) — село в Жолковской городской общине Львовского района Львовской области Украины.
Население по переписи 2001 года составляло 180 человек. Занимает площадь 4,293 км². Почтовый индекс — 80331.